# Жмеринський міський історичний музей
Жмеринський міський історичний музей — один із двох музеїв міста Жмеринка. Штат закладу налічує 5 працівників, з яких 4 мають вищу освіту.

## Історія
Музей був відкритий 26 квітня 1969 р. У 2003 р. отримав статус міського. До 2012 р. знаходився у приміщенні на розі вулиць Литвиненка та Шевченка. Нині розташований у колишньому маєтку графа Гейдена та приймальні першого міського голови Карла Вронського.

## Опис та експонати
Колекція музею нараховує 3,3 тис. предметів. Унікальними є роботи Заслуженого майстра народної творчості України, мікромініатюриста Михайла Маслюка, фотографії та листівки станції Жмеринка з краєвидами міста початку ХХ ст. У експозиційних залах музею представлений побут жмеринчан кінця ХІХ — початку XX століття (меблі, музичні інструменти, особисті речі, фотокартки та сімейні документи). Працює виставкова зала, де проходять виставки та презентації робіт художників, майстрів народної творчості та музична вітальня.
Основними напрямками діяльності музею є:
- науково – дослідна та експозиційна робота;

- масово – освітня та виставкова робота;

- фондова робота (облік, збереження та реставрація);

- методична, рекламно – інформаційна робота.

## Вартість квитка
Вхідного:
- дитячий — 2 грн.
- студентський — 3 грн.
- звичайний — 4 грн.

Екскурсійного:
- дитячий — 10 грн.
- студентський — 15 грн.
- звичайний — 30 грн.

## Галерея

Галерея у вхідній заліГалерея у вхідній залі
Портрет Валерія БрезденюкаПортрет Валерія Брезденюка
Портрет Тараса ШевченкаПортрет Тараса Шевченка
Герб міста між залами музеюГерб міста між залами музею
Макет корабляМакет корабля
Картинна галерея у одній із зал
Репродукція картини А. БогдашаРепродукція картини А. Богдаша
Фортепіано виготовлене вінницькою компанією
Фото Зиновія Журавського
Предмети побуту жмеринчан століття тому
Військові амуніція та знараддя, що використовувалися за часів Другої світової війни